# 二木一夫
二木 一夫（ふたぎ かずお、1963年 ‐ ）は、日本の社会学者、近畿大学総合社会学部教授。

## 人物・来歴
石川県小松市生まれ。石川県立小松高等学校・金沢大学法学部卒業後、1985年毎日新聞社入社。大阪社会部・東京社会部等に勤務する。2001年中部本社報道センター副部長、神戸支局長、2013年から論説委員、2016年論説副委員長。神戸支局長時代には、阪神・淡路大震災で後遺症を負った人々を巡る「震災障害者」問題キャンペーン報道で、第18回坂田記念ジャーナリズム賞特別賞を受賞。2018年に近畿大学教授に就任。

## 関連リンク
- ふるさと石川の月刊誌「加能人」
- 近畿大学教員紹介
- reserchmap